# Shayna (voornaam)
Shayna of Shaina is een Joodse meisjesnaam van Jiddische oorsprong, en betekent "beeldschoon".

## Alternatieven
Shana is een soortgelijke naam van Hebreeuwse oorsprong.